# Ишмулкин, Сергей Николаевич
Сергей Николаевич Ишмулкин (род. 7 ноября 1963) — советский и российский легкоатлет, специалист по марафону, сверхмарафону, суточному бегу. Выступал в 1980—2009 годах, чемпион России по суточному бегу, победитель и призёр ряда крупных всероссийских и международных стартов. Представлял Татарстан. Мастер спорта России международного класса.

## Биография
Сергей Ишмулкин родился 7 ноября 1963 года. Занимался бегом в Казани, с начала 1980-х годов выступал за Татарстан на различных крупных соревнованиях, в частности в 1980 и 1981 годах стартовал на Всесоюзных пробегах памяти академика С. П. Королёва в Московской области.
В 1983, 1985 и 1987 годах пробежал Московский международный марафон мира, в последнем случае с результатом 2:32:19 занял 11-е место. Также финишировал третьим на VII традиционном Елгавском марафоне в Латвийской ССР.
В 1988 и 1989 годах среди прочего стартовал на Кубке СССР по марафонскому бегу в Ужгороде, занял 26-е и 51-е места, показав результаты 2:19:43 и 2:18:47 соответственно.
В 1991 году с результатом 2:21:52 одержал победу на марафоне в латвийском Озолниеки.
В 1995 году выиграл бронзовую медаль на чемпионате России по суточному бегу в Подольске, прошедшем в рамках сверхмарафона «Подольские сутки».
В 1997 году был лучшим на VIII международном суточном пробеге в закрытом помещении памяти Н. Сафина.
В 1998 году на открытом чемпионате России по суточному бегу по стадиону в Москве в рамках VII сверхмарафона «Сутки бегом» пробежал 259 227 метра и превзошёл всех соперников, завоевав золотую награду.
В 1999 году финишировал четвёртым в 100-километровом пробеге 100 km del Passatore во Флоренции.
В 2000 году на чемпионате России по бегу на 100 км в Черноголовке стал серебряным призёром, уступив лишь Николаю Аринушкину. Отметился победой на IV Марафонском пробеге «День города Ижевска».
В феврале 2001 года выиграл V ночной сверхмарафон «Ночь Москвы», был восьмым на 100 km del Passatore.
В 2002 году занял четвёртое место в 4-м шестичасовом легкоатлетическом пробеге в закрытом помещении в Казани и шестое место в 50-километровом пробеге в Москве. Показал 25-й результат на чемпионате Европы по суточному бегу в Гравиньи.
В 2004 и 2005 годах принимал участие в Московском международном марафоне мира.
В 2006 году занял 17-е место в VIII шестичасовом легкоатлетическом пробеге в закрытом помещении, посвящённом 70-летию общества «Локомотив».
В 2009 году стал пятым на Легкоатлетическом марафоне в закрытом помещении в Казани, пробежав за час 13 000 метров.
За выдающиеся спортивные достижения удостоен почётного звания «Мастер спорта России международного класса».